# Померанцев, Александр Иванович
Александр Иванович Померанцев (5 ноября 1892 — 21 августа 1920) — участник Белого движения на Юге России, подполковник 2-го Корниловского ударного полка.

## Биография
Сын псаломщика. Уроженец Тульской губернии. Среднее образование получил в Тульской духовной семинарии, однако курса не окончил.
С началом Первой мировой войны — унтер-офицер 6-го гренадерского Таврического полка. 23 апреля 1915 года произведен в прапорщики «за отличия в делах против неприятеля» главнокомандующим армиями Юго-Западного фронта. Позднее в 1915 году был перемещен в 14-й гренадерский Грузинский полк. Произведен в подпоручики 9 июля 1916 года, в поручики — 19 ноября того же года, в штабс-капитаны — 1 февраля 1917 года. Был командиром 5-й роты. За боевые отличия награждён несколькими орденами.
С началом Гражданской войны прибыл на Дон в Добровольческую армию. Был зачислен в Корниловский ударный полк, участвовал в 1-м Кубанском походе во 2-й роте полка. В сентябре 1919 года был назначен командиром 2-го батальона 2-го Корниловского полка, с которым особенно отличился в Орловско-Кромском сражении в начале ноября 1919. Был произведен в капитаны, затем в подполковники. Награждён орденом Св. Николая Чудотворца
За то, что в ночь на 25 мая 1920 года в бою у хут. Преображенка, командуя 2-м батальоном, благодаря личной храбрости и распорядительности, прорвал две укпрепленные линии красных, чем способствовал общему успеху дивизии. В ночь на 19 июня 1920 года в бою у кол. Орлово-Тиге, при ночном нападении кавалерии Жлобы, благодаря решительным действиям и проявленной инициативе, разбил бригаду конницы красных, захватив при этом 2 орудия, чем способствовал расстройству широко задуманного плана красных прорвать наш фронт и выйти к Мелитополю. В этом бою подполковник Померанцев был ранен и остался в строю. В бою 30 июня 1920 года у м. Б. Токмак, командуя 2-м батальоном сдерживал натиск противника в превосходных силах, отбил ряд повторных стремительных атак красных, удержал за собой позицию, а затем и сам перешел в энергичную контр-атаку, причем не взирая на тяжелое ранение, остался в строю блестяще выполнив задачу.
Был смертельно ранен 8 августа 1920 года под Нижним Куркулаком, во время артиллерийской подготовки красных, и вскоре скончался в полевом госпитале.

## Награды
- Орден Святого Станислава 3-й ст. с мечами и бантом (ВП 13.09.1916)
- Орден Святой Анны 3-й ст. с мечами и бантом (ВП 18.09.1916)
- Орден Святого Станислава 2-й ст. с мечами (Приказ командующего 10-й армией от 21 ноября 1916 года)
- Орден Святой Анны 2-й ст. с мечами (Приказ командующего 10-й армией от 30 ноября 1916 года)
- Орден Святителя Николая Чудотворца (Приказ Главнокомандующего № 3705, 7/20 октября 1920)